# Concert du nouvel an 2017 à Vienne
Le concert du nouvel an 2017 de l'orchestre philharmonique de Vienne, qui a lieu le 1er janvier 2017, est le 77e Concert du nouvel an donné au Musikverein, à Vienne, en Autriche. Il est dirigé pour la première et unique fois par un chef d'orchestre Vénézuélien, Gustavo Dudamel qui, à trente-cinq ans, devient le plus jeune chef à diriger l'Orchestre philharmonique de Vienne pour le concert du nouvel an,,.
Le programme du concert est présenté le 15 novembre 2016,,. C'est ainsi la première et unique fois qu'une œuvre de l'Autrichien Franz Lehàr (la marche Nechledil-Marsch) est interprétée lors d'un concert du nouvel an au Musikverein. De plus, pour la seconde fois une œuvre du compositeur français Émile Waldteufel y est interprétée (la valse Les Patineurs), un an seulement après la première apparition d'une autre de ses pièces. Ces deux pièces sont jouées en ouverture du concert.
Huit pièces sur les vingt au total sont jouées pour la première fois au concert du nouvel an.

## Programme
Les pièces suivies d'un astérisque (*) sont jouées pour la première fois.

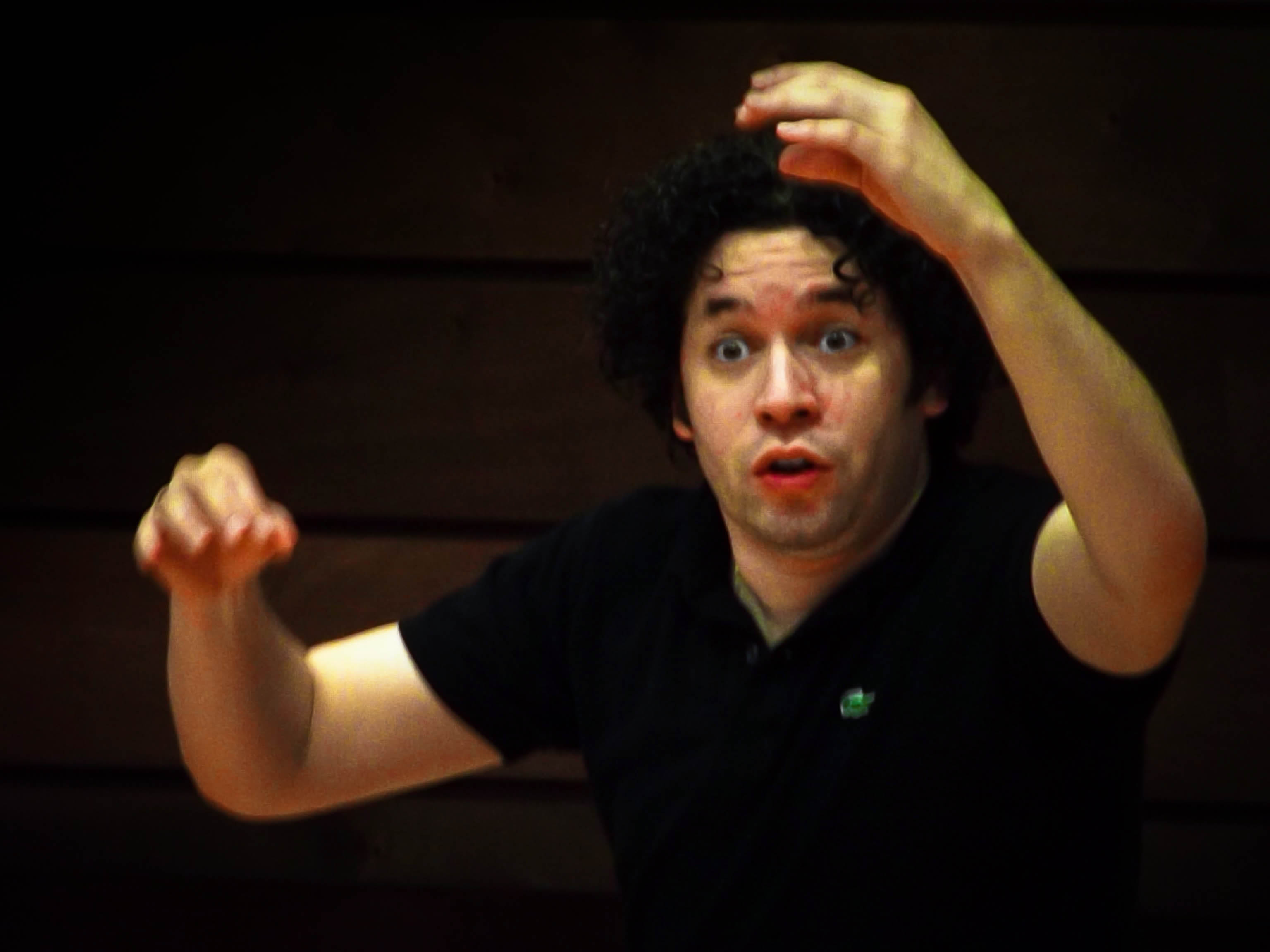
Le chef Gustavo Dudamel (en 2012)

### Première partie
1. Franz Lehár : Nechledil-Marsch, marche de l'opérette Wiener Frauen*
2. Émile Waldteufel : Les Patineurs, valse, op. 183*
3. Johann Strauss II : 'S gibt nur a Kaiserstadt, 's gibt nur a Wien, polka, op. 291
4. Josef Strauss : Winterlust, polka rapide, op. 121
5. Johann Strauss II : Mephistos Höllenrufe, valse, op. 101
6. Johann Strauss II : So ängstlich sind wir nicht!, polka rapide, op. 413

### Deuxième partie
1. Franz von Suppé : ouverture de La Dame de pique (de)*
2. Carl Michael Ziehrer : Hereinspaziert!, valse, de l'opérette Der Schätzmeister , op. 518
3. Otto Nicolai : Mondaufgang de l'opéra Die lustigen Weiber von Windsor, œuvre chantée par les Singverein der Gesellschaft der Musikfreunde in Wien*
4. Johann Strauss II : Pepita-Polka, polka, op. 138*
5. Johann Strauss II : Rotunde-Quadrille, rapide, op. 360*
6. Johann Strauss II : Die Extravaganten, valse, op. 205*
7. Johann Strauss : Indianer-Galopp, galop, op. 111
8. Josef Strauss : Die Nasswalderin, polka-mazurka, op. 267
9. Johann Strauss II : Auf zum Tanze, polka rapide, op. 436*
10. Johann Strauss II : Tausend und eine Nacht, valse d'après des mélodies de l'opérette Indigo und die 40 Räuber
11. Johann Strauss II : Tik-Tak-Polka, polka rapide, op. 365

### Rappels
1. Eduard Strauss :  Mit Vergnügen, polka rapide, op. 228
2. Johann Strauss II : Le Beau Danube bleu, valse, op. 314
3. Johann Strauss : Marche de Radetzky, marche, op. 228

## Ballet
Les costumes pour les deux intermèdes dansés sont créés par Christof Cremer, qui a été responsable des créations pour le concert du nouvel an 2012. La chorégraphie est réalisée par Renato Zanella (de) pour la première fois depuis 2010. Les intermèdes dansés sur la valse Hereinspaziert, tirée de l'opérette Der Schätzmeister de Carl Michael Ziehrer, ont été enregistrés en août 2016 sous la direction de Michael Beyer, et les lieux de tournage sont pour la première fois pour un concert du nouvel an la Hermesvilla ainsi que le Lainzer Tiergarten. Dix solistes du Wiener Staatsballett dansent à ce concert : Liudmila Konovalova et Robert Gabdullin, Ketevan Papava et Eno Peci, Nina Poláková et Denys Cherevychko, Franziska Wallner-Hollinek et Mihail Sosnovschi ainsi qu'Alice Firenze et Davide Dato. Le deuxième intermède dansé n'est pas préenregistré, mais ansé en direct par des élèves de l'Académie de ballet au Musikverein de Vienne. Les costumes des dames pour la valse Hereinspaziert sont inspirés des locaux de l'Hermesvilla et de sa première occupante, Elisabeth d'Autriche-Hongrie, dont l'année 2017 marque le 180e anniversaire de la naissance. Les costumes masculins sont inspirés des uniformes militaires k. u. k., en souvenir du chef d'orchestre militaire Ziehrer. Les uniformes militaires sont inspirés de ceux de l'armée.

## Discographie
- Wiener Philharmoniker, Gustavo Dudamel – Neujahrskonzert 2017 : Sony Classical – 88985376152, 2 x CD[6]